# Пагсанджан
Пагсанджан, офіційно Муніципалітет Пагсанджан (тагальська: Bayan ng Pagsanjan), є муніципалітетом 3-го класу в провінції Лагуна, Філіппіни. За даними перепису 2020 року, у ньому проживало 44 327 осіб. 
Розташоване за 4 кілометри (2,5 милі) від Санта-Крус і за 91 кілометр (57 миль) на південний схід від Маніли, до цього міста можна дістатися через Manila East Road або Slex. Пагсанджан є туристичною столицею Лагуни і тут щороку в березні проходить фестиваль Бангкеро. Бангкеро — це гіди, які ведуть човни вздовж річки до водоспаду Пагсанджан (також званий водоспадом Магдапіо), завдяки якому місто добре відоме, але насправді знаходиться в сусідній Кавінті.

## Географія

#### Барангаї
- Anibong
- Biñan
- Buboy
- Cabanbanan
- Calusiche
- Dingin
- Lambac
- Layugan
- Magdapio
- Maulawin
- Pinagsaŋjan
- Barangay I (Poblacion)
- Barangay II (Poblacion)
- Sabang
- Sampaloc
- San Isidro

## Галерея

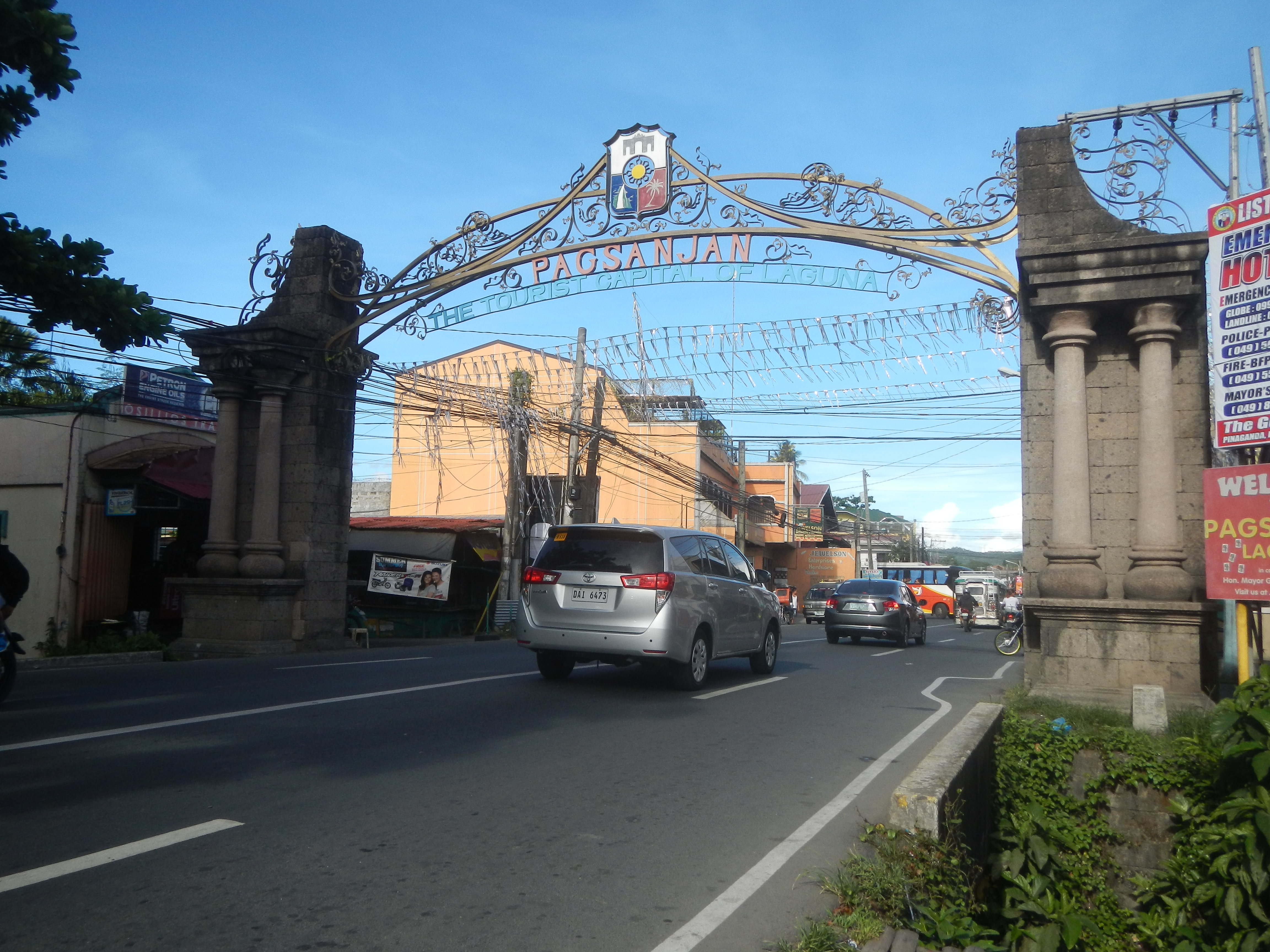
Арка при в'їзді до барангаю Бінан
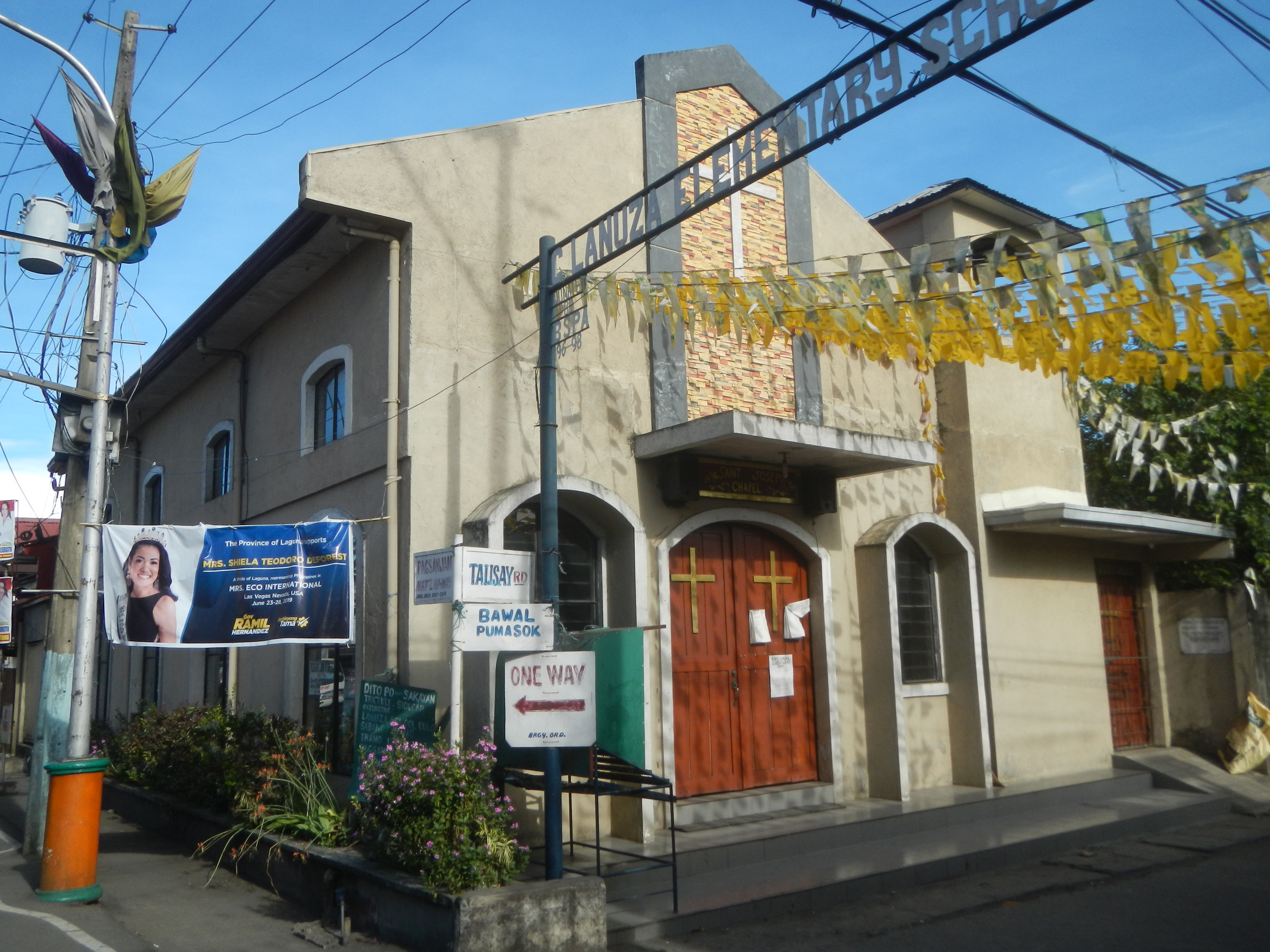
Каплиця Святого Йосипа